# じょうばん線とわたし
『じょうばん線とわたし』（じょうばんせんとわたし）は、細谷修原作による日本の漫画。単行本は全1巻（2015年10月8日）。連載は一旦終了したが、2016年から続編『じょうばん線とわたしリターンズ』を連載、単行本は全1巻。
内容はほとんどが一話完結であり、作者・細谷修が案内役兼主人公として、（不定期出演して、作者の代打として出演する友人とともに）毎回乗車する常磐線での体験談。

## 登場人物
常磐線の乗客の話が主で、主要人物以外は毎回違う人が登場。

### 主要人物（常磐線を語る会）
主人公などが参加しているサークルは、いわゆるただの飲み会だが、常磐線のことを肴にしている。
細谷修（ほそや しゅう）
作者で主人公、常磐線沿線に住んでいることから、常磐線に乗車しては人間観察。
サナ
細谷の友人、「常磐線を語る会」メンバーでやはり常磐線を日常的に使用。だが、「リターンズ」第一話の時点で会社を辞めている。
極度の女性恐怖症で、生身の女性が苦手らしい。その反面、汚物、虫などの類は平気。
他には酒と兄、日光が苦手である（日焼けしやすい体質）。兄弟は兄の他、姉と妹がいるらしい。
カズオ
同会メンバーのサラリーマン。実は常磐線内に七輪を持ち込んで、以下をあぶった伝説を持っている。

### その他
語る会以外の人物。
茨城県とある駅長
イオカードを遣おうとしたら、使えなかった。
キオスクのおばちゃん
細谷御用達の駅売店のスタッフ。